# Lijst van rijksmonumenten in Ezinge
De plaats Ezinge telt 26 inschrijvingen in het rijksmonumentenregister. Hieronder een overzicht. 
Voor een overzicht van beschikbare afbeeldingen zie de categorie Rijksmonumenten in Winsum op Wikimedia Commons.
| Object                                                         | Oorspronkelijke functie?  | Bouwjaar | Architect   | Locatie                           | Coördinaten?                  | Nr.?   | Afbeelding                               |
| -------------------------------------------------------------- | ------------------------- | --- | ----------- | --------------------------------- | ----------------------------- | ------ | ---------------------------------------- |
| Pand met voorhuis onder schilddak en een schuur                | Boerderij                 | 1850-1875 |             | Allersmaweg 2                     | 53° 18' 34" NB, 6° 26' 34" OL | 15536  | Meer afbeeldingen                        |
| Allersmaborg                                                   | Kasteel, buitenplaats     | verm. 15e eeuw (zuidvleugel) 16e eeuw (noordvleugel) ca. 1650 (gracht, ophaalbrug) 1720 (oostvleugel) 1817 (verb. oostvleugel) 2007 (renov.) |             | Allersmaweg 64                    | 53° 19' 9" NB, 6° 27' 10" OL  | 15537  | Meer afbeeldingen                        |
| Boerderij met onderkelderd voorhuis onder laag schilddak       | Boerderij                 | |             | Nieuwestreek 89                   | 53° 18' 16" NB, 6° 26' 52" OL | 15538  | Meer afbeeldingen                        |
| Landelijk pand onder schilddak                                 | Woonhuis                  | |             | Peperweg 3                        | 53° 18' 35" NB, 6° 26' 24" OL | 15539  | Meer afbeeldingen                        |
| Beikemaheert                                                   | Boerderij                 | 1799 (schuur) 19e eeuw (voorhuis) |             | Schoorsterweg 4                   | 53° 18' 37" NB, 6° 26' 33" OL | 15540  | Meer afbeeldingen                        |
| Pand onder dwars en aan de zijgevels afgewolfd zadeldak        | Werk-woonhuis             | 18e eeuw |             | Torenstraat 5                     | 53° 18' 34" NB, 6° 26' 29" OL | 15541  | Meer afbeeldingen                        |
| Café De Brug                                                   | Woonhuis                  | 18e eeuw |             | Torenstraat 2                     | 53° 18' 32" NB, 6° 26' 28" OL | 15542  | Meer afbeeldingen                        |
| Landelijk pand onder dwarsdak met wolfseinden                  | Woonhuis                  | 18e eeuw |             | Torenstraat 4                     | 53° 18' 32" NB, 6° 26' 27" OL | 15543  | Meer afbeeldingen                        |
| Landelijk pand onder zadeldak met nok evenwijdig aan de straat | Woonhuis                  | 18e eeuw |             | Torenstraat 36                    | 53° 18' 39" NB, 6° 26' 23" OL | 15544  | Meer afbeeldingen                        |
| Landelijk pand met zadeldak tegen gesloten topgevels           | Woonhuis                  | 18e eeuw |             | Torenstraat 38                    | 53° 18' 40" NB, 6° 26' 23" OL | 15545  | Meer afbeeldingen                        |
| Hervormde kerk, dienstgebouw (Toornhuus)                       | Vanwege onderdelen kerk   | 1886 (deels ouder) |             | Torenstraat 44                    | 53° 18' 40" NB, 6° 26' 21" OL | 15546  | Meer afbeeldingen                        |
| Hervormde kerk, kerkgebouw                                     | Kerk en kerkonderdeel     | mog. 13e eeuw 1959 (rest.) |             | Torenstraat 46                    | 53° 18' 41" NB, 6° 26' 22" OL | 15547  | Meer afbeeldingen                        |
| Hervormde kerk, vrijstaande toren                              | Kerk en kerkonderdeel     | 13e eeuw |             | Torenstraat 46                    | 53° 18' 40" NB, 6° 26' 22" OL | 15548  | Meer afbeeldingen                        |
| Landelijk pand onder schilddak (oorspr. twee woningen)         | Woonhuis                  | |             | Zijlsterweg 6 (Aduarderzijl)      | 53° 18' 59" NB, 6° 27' 47" OL | 15549  | Meer afbeeldingen                        |
| Aduarderzijlen, 't Waarhuis                                    | Bedieningsgebouw          | 1706 |             | Zijlsterweg 20 (Aduarderzijl)     | 53° 19' 11" NB, 6° 28' 4" OL  | 15550  | Meer afbeeldingen                        |
| Pand met verdieping onder gedrukt schilddak                    | Woonhuis                  | 18e eeuw |             | Torenstraat 6                     | 53° 18' 33" NB, 6° 26' 28" OL | 34120  | Meer afbeeldingen                        |
| Aduarderzijlen                                                 | Waterkering en -doorlaat  | 1706 (Oude Sluis) 1867 (Kokersluis) 1895 (herst. Kokersluis)                                                                                 |             | bij Zijlsterweg 20 (Aduarderzijl) | 53° 19' 12" NB, 6° 28' 11" OL | 398903 | Meer afbeeldingen                        |
| Allersmaheerd                                                  | Boerderij                 | 1938 1950 (silo's) | W. Reitsema | Allersmaweg 54                    | 53° 18' 42" NB, 6° 26' 58" OL | 510818 | Meer afbeeldingen                        |
| Allersmaborg, dienstwoning (klerkenhuis)                       | Bijgebouwen kastelen enz. | ca. 1880 |             | bij Allersmaweg 64                | 53° 19' 9" NB, 6° 27' 10" OL  | 510921 | Meer afbeeldingen                        |
| Allersmaborg, prieel                                           | Bijgebouwen kastelen enz. | ca. 1915 |             | bij Allersmaweg 64                | 53° 19' 9" NB, 6° 27' 10" OL  | 510922 | Meer afbeeldingen                        |
| Terrein met een wierde (Zuiderweg-Oost) (Loeswerd)             | Archeologisch monument    | Late IJzertijd (100 v. Chr.) |             | Zuiderweg                         | 53° 17' 46" NB, 6° 27' 32" OL | 522135 | Upload foto                              |
| Terrein met een wierde (Zuiderweg-Noord)                       | Archeologisch monument    | Late IJzertijd (100 v. Chr.) |             | Zuiderweg                         | 53° 17' 57" NB, 6° 26' 49" OL | 522136 | Terrein met een wierde (Zuiderweg-Noord) |
| Terrein met een wierde (Bouwerd)                               | Archeologisch monument    | Late IJzertijd (200 v. Chr.) |             | Nieuwestreek                      | 53° 18' 22" NB, 6° 26' 23" OL | 522137 | Terrein met een wierde (Bouwerd)         |
| Terrein met een wierde (Zuiderweg-Zuid)                        | Archeologisch monument    | Late IJzertijd (100 v.Chr.) |             | Zuiderweg                         | 53° 17' 44" NB, 6° 26' 41" OL | 522141 | Terrein met een wierde (Zuiderweg-Zuid)  |
| Terrein met een wierde (Suttum-Oost)                           | Archeologisch monument    | Late IJzertijd (200 v. Chr.) |             | Zuiderweg                         | 53° 17' 15" NB, 6° 26' 48" OL | 522142 | Terrein met een wierde (Suttum-Oost)     |
| Terrein met een gedeeltelijk afgegraven wierde                 | Archeologisch monument    | Vroege IJzertijd (600 v. Chr.) |             | Torenstraat                       | 53° 18' 40" NB, 6° 26' 21" OL | 522164 | Meer afbeeldingen                        |